# Razdol'naja
La Razdol'naja (in russo Раздольная?; chiamata sino al 1972 Суйфун, Sujfun; in cinese: 绥芬河; pinyin: Suífēn Hé) è un fiume della Cina (provincia di Heilongjiang) e della Russia (Territorio del Litorale), tributario del mar del Giappone. Nel Territorio del Litorale attraversa l'Oktjabr'skij rajon, il distretto urbano della città di Ussurijsk e il Nadeždinskij rajon
Il fiume proviene dalla provincia di Heilongjiang ed è formato dalla confluenza dei due fiumi Dasuifen (il grande Suifen) e Xiaosuifen (il piccolo Suifen). È un fiume di montagna che perde gradualmente queste caratteristiche e sul territorio russo ha un corso di tipo piatto. Il letto del fiume nel corso superiore è moderatamente tortuoso, nel corso inferiore diventa fortemente tortuoso. Scorre attraverso il Territorio del Litorale per 191 km. La lunghezza del fiume è di 245 km, l'area del bacino è di 16 830 km².
La larghezza prevalente del fiume è di 100-150 m Il fondo del letto del fiume è ghiaioso e sabbioso. Le sponde sono prevalentemente ripide e scoscese. Alla foce nel golfo dell'Amur forma un estuario poco profondo. I suoi maggiori affluenti sono la Granitnaja (Гранитная, lungo 99 km) e la Borisovka (Борисовка, 86 km).